# Архиепархия Уанкайо
 Архиепархия Уанкайо  (лат. Archidioecesis Huancayensis) — архиепархия Римско-Католической церкви с центром в городе Уанкайо, Перу. В митрополию Уанкайо входят епархии Тармы, Уануко. Кафедральным собором архиепархии Уанкайо является церковь Пресвятой Троицы в городе Уанкайо.

## История
18 декабря 1944 года Римский папа Пий XII издал буллу «Supremum Apostolatus Munus», которой учредил епархию Уанкайо, выделив её из епархии Уануко. В этот же день епархия Уанкайо вступила в митрополию Лимы.
15 мая 1958 года епархия Уанкайо передала часть своей территории новой епархии Тармы.
30 июня 1966 года Римский папа Иоанн XXIII издал буллу «Quam sit Christifidelibus», которой возвёл епархию Уанкайо в ранг архиепархии.

## Ординарии архиепархии
- епископ Leonardo José Rodriguez Ballón (6.07.1945 — 13.06.1946) — назначен архиепископом Арекипы;
- епископ Daniel Figueroa Villón (22.09.1946 — 17.12.1956) — назначен епископом Чиклайо;
- архиепископ Mariano Jacinto Valdivia y Ortiz (17.12.1956 — 10.02.1971);
- архиепископ Eduardo Picher Peña (31.05.1971 — 14.06.1984);
- архиепископ Emilio Vallebuona Merea (30.08.1985 — 28.11.1991);
- архиепископ José Paulino Ríos Reynoso (2.12.1995 — 29.11.2003) — назначен архиепископом Арекипы;
- кардинал Педро Рикардо Баррето Химено (17.07.2004 — 12.02.2024);
- архиепископ Luis Alberto Huamán Camayo, O.M.I. (12.02.2024 — по настоящее время).

## Источник
- Annuario Pontificio, Ватикан, 2007